# Jeff Beck with the Jan Hammer Group Live
Jeff Beck with the Jan Hammer Group Live ist ein Livealbum von Jeff Beck, das 1977 bei Epic Records veröffentlicht wurde.

## Hintergrund

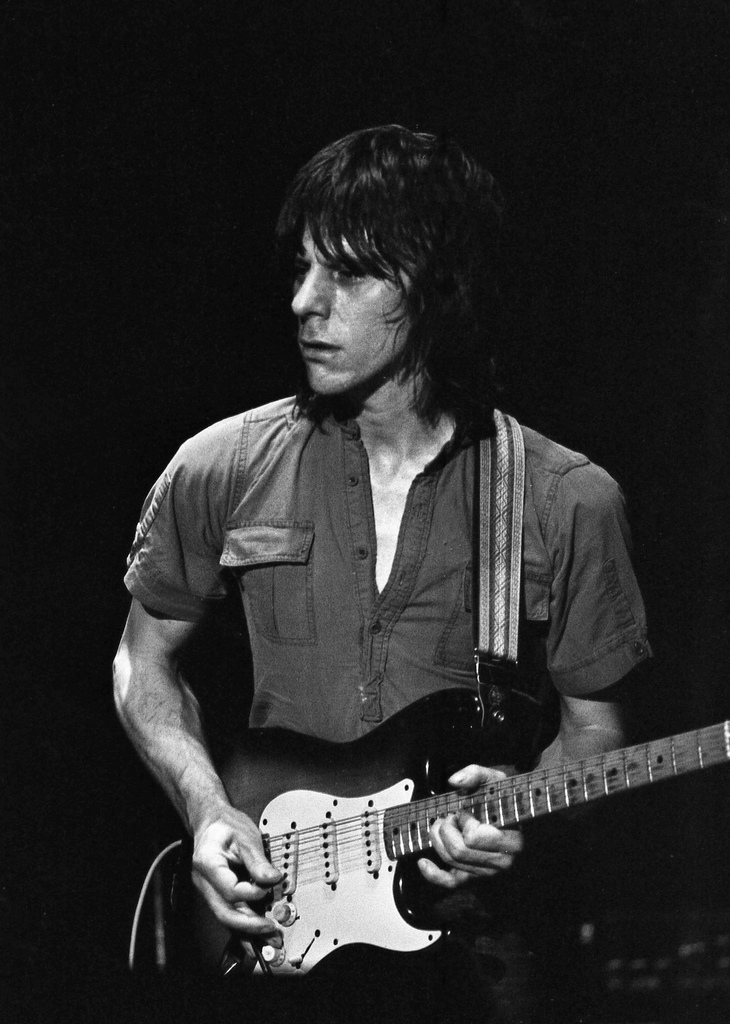
Jeff Beck in Amsterdam 1979

Das Album wurde als Teil von Jeff Becks Tournee zur Förderung von Wired aufgenommen. Beck wurde dabei unterstützt von der Fusion-Gruppe um den Synthesizer-Spieler Jan Hammer. Die genauen Termine und Orte der Live-Mitschnitte sind nicht bekannt. Die Tour begann im Juni 1976 und endete im Februar 1977. Während der Tournee wurden 117 Konzerte aufgeführt.
Der A&R Mann Tom Werman schlug vor, dass der Auftritt im Astor Theater in Reading, Pennsylvania (31. August 1976) die besten Aufnahmen lieferte. Beck mischte diese Aufnahmen zusammen mit anderen im Allen Toussaint Studio in New Orleans ab.
Schließlich beschloss Jan Hammer, das Album  mit der Unterstützung von Dennis Weinreich in den Scorpio Sound Studios in London, England selbst abzumischen.
Das Stereospektrum dieses Albums entsprach dem Bühnenaufbau mit der Gitarre Mitte-rechts positioniert, den Keyboards Mitte-links, Violine rechts, sowie Schlagzeug und Bass in der Mitte.

## Rezeption
William Ruhlmann schrieb bei Allmusic:

“This straightforward live souvenir combines songs from Blow by Blow and Wired, plus a few other things, and while it features typically fiery playing from Beck, the backup is a bit too heavy-handed and the occasional vocals (by Hammer and drummer Tony Smith) are embarrassing.”

„Dieses unkomplizierte Live-Mitbringsel verbindet Lieder von Blow by Blow und Wired und ein paar andere Dinge, und während es in der Regel ein feuriges Spiel von Beck aufweist, ist das Backup ein bisschen zu plump und die gelegentlichen Gesangseinlagen (von Hammer und Schlagzeuger Tony Smith) sind peinlich.“

## Albumstücke

### Seite eins
1. „Freeway Jam“ (Max Middleton) – 7:21
2. „Earth (Still Our only Home)“ (Jan Hammer) – 4:34
3. „She’s a Woman“ (John Lennon, Paul McCartney) – 4:25
4. „Full Moon Boogie“ (Hammer, Jerry Goodman) – 6:07

### Seite zwei
1. „Darkness / Earth in Search of a Sun“ (Hammer) – 7:52
2. „Scatterbrain“ (Jeff Beck, Max Middleton) – 7:26
3. „Blue Wind“ (Hammer) – 6:20